# أحمد زكي عاكف
أحمد زكي عاكف (1312- 1395 هـ / 1894- 1975 م)  هو كيميائي مصري، ومؤسس أكاديمية البحث العلمي والتكنولوجيا في مصر. من أعلام النهضة الأدبية الحديثة في العالم العربي، ومن أوائل أعضاء مجمع اللغة العربية بالقاهرة. كان رئيسًا لجامعة القاهرة، ورئيسَ تحرير مجلة «العربي». له أسلوب علمي جمع بين روعة البيان الأدبي وعذوبته، وبين وضوح الأسلوب العلمي ودقته. من مؤلفاته: «مع الله في السماء»، و«مع الله في الأرض»، و«سَلَطة علمية»، و«في سبيل موسوعة علمية».

## مولده
وُلد أحمد زكي محمد حسين عاكف المشهور باسم أحمد زكي ـ في 8 شوال 1312 هـ الموافق 5 أبريل 1894 بمحافظة السويس.

## تعليمه
التحق بمدرسة السويس الابتدائية، وحينما انتقل والده وأسرته إلى القاهرة عام 1900 التحق بمدرسة أم عباس الابتدائية، وظل بها حتى أتم المرحلة الابتدائية عام 1325 هـ / 1907، والتحق بالمدرسة التوفيقية الثانوية، ومنها نال الشهادة الثانوية عام 1330 هـ / 1911، وكان ترتيبه الثالث عشر على القطر المصري. التحق أحمد زكي بمدرسة المعلمين العليا، وبعد التخرج عام 1333 هـ / 1914 م عمل مدرسا بالسعيدية الثانوية، ثم رشح للسفر في بعثة إلى إنجلترا لاستكمال تعليمه، لكن لم يتحقق ذلك بسبب رسوبه في الكشف الطبي. ثم عمل في ميدان التدريس، فاشتغل مدرسا بالمدرسة الإعدادية الثانوية، وهي مدرسة غير حكومية قامت في العقد الثاني من القرن العشرين بجهة الظاهر (حي بالقاهرة) عمل بها مجموعة من أعلام الأدب أمثال: عباس محمود العقاد وأحمد حسن الزيات ثم اختير ناظرا لمدرسة وادي النيل الثانوية بباب اللوق بالقاهرة.

### السفر لإنجلترا
في عام 1338 هـ / 1919 استقال من وظيفته خلال ثورة سعد زغلول وتوجه إلى إنجلترا على نفقته الخاصة طلبا للتخصص في الكيمياء، وهناك التحق بجامعة وتنجهام حيث زامله فيها علي مصطفى مشرفة ثم تركها إلى جامعة ليفربول، ونجحت مساعيه في أن تلحقه الدولة ببعثتها الرسمية، ثم حصل على شهادة بكالوريوس العلوم من ليفربول عام 1923، ثم دكتوراه الفلسفة في الكيمياء 1343 هـ / 1924، ثم انتقل إلى جامعة مانشستر لمواصلة البحث العلمي، فأمضى بها عامين، ثم التحق بجامعة لندن وحصل على درجة الدكتوراة في العلوم عام 1347 هـ / 1928 وهي أرفع الدرجات العلمية التي تمنحها الجامعات، وكان ثالث مصري يحصل عليها بعد علي مصطفى مشرفة وعبد العزيز أحمد.

## حياته المهنية
بعد عودته من إنجلترا عين أستاذا مساعدا للكيمياء العضوية في كلية العلوم بجامعة القاهرة، ثم أستاذ عام1349 هـ / 1930 ليكون أول أستاذ مصري في الكيمياء، ثم أنتخب عميداً لكلية العلوم، ثم نقل من العمادة لأسباب سياسية حيث شغل منصب مدير مصلحة الكيمياء عام 1355 هـ / 1936. وفي عام 1945 أختير مديراً لمؤسسة البحوث العلمية المصرية الجديدة التي سميت باسم مجلس فؤاد الأول للبحوث العلمية بدرجة وكيل وزارة، ومؤسسة البحوث العلمية المصرية سميت فيما بعد باسم المركز القومى للبحوث حيث أسسها عام 1947 قدم فيها خدمات علمية جليلة وبنى مختبرات أصبحت من مفاخر مصر العلمية، ثم اختير وزيرا للشئون الاجتماعية عام 1952.

### رئاسة جامعة القاهرة
وبعد ثورة 23 يوليو عينته الحكومة رئيساً لجامعة القاهرة فبقي في هذا المنصب حتى بلوغه سن التقاعد القانونية.

## رئاسة تحرير مجلة العربي الكويتية
بعد تقاعده بمدة قصيرة عرض عليه العمل في الكويت لتنفيذ مشروع مجلة ثقافية عربية رصينة فقبل العرض وسافر للكويت، وأنشأ مجلة العربي ووضع لها أسسا راسخة وترأس تحريرها، فحققت نجاحا كبيرا وأصبحت من أوسع المجلات العربية انتشاراوأقربها إلى قلوب القراء في جميع أرجاء البلاد العربية لغزارة مادتها وتنوع موضوعاتها وطرافتها، وكان الدكتور أحمد زكي إلى جانب رئاسته لتحرير مجلة العربي والاشراف علي أعدادها وإخراجها يكتب في كل عدد من أعدادها مقالتين أو ثلاثة في شتى الموضوعات العلمية والسياسية والمستقبلية. وكانت مقالاته من أمتع أبواب المجلة.

## كتاباته
مارس أحمد زكي الكتابة منذ سنة 1914 وهو أحد مؤسسي لجنة التأليف والترجمة والنشر ومن أبرز كتاب مجلة الرسالة منذ صدورها. وعلى الرغم من اختصاص أحمد زكي في الكيمياء فإن ثقافته العامة واطلاعه الشامل في التاريخ والسياسة والأدب واللغة أضفى على كتاباته طابعاً موسوعيا، وكانت له قدرة في تبسيط الموضوعات العلمية المعقدة لتناسب فهم غير المتخصصين والناشئة وتقديمها للقراء بأسلوب شيق، ولغة عربية سليمة.
رأسَ تحرير مجلة الهلال كعمل جانبي بين سنتي 1946-1950، وترأس الجمعية الكيماوية المصرية مدة ربع قرن، وكان يعد لنشر كتابه الجديد (مع الله في الأرض) الذي نشرت منه عشر حلقات في مجلة العربي بعنوان «وحدة الله تتراءى في وحدة خلقه» ولكنه توفي قبل إتمامه.
وهو من أوائل أعضاء مجمع اللغة العربية بالقاهرة، وعقب وفاته، انتُخب لعضوية المجمع خلفًا له الدكتور حسن علي إبراهيم، أستاذ الجراحة العامة بكلية طب قصر العيني.

## أهم الأعمال
- تأسيس الجمعية الكيميائية المصرية 1938.
- تأسيس المجمع المصري للثقافة العلمية 1929.
- تأسيس المركز القومي للبحوث 1947.
- رئاسة مجلة العربي الثقافية الكويتية منذ عام 1958 ولمدة 17 عام إلى أن توفي وكان أول رئيس تحرير لها.
- عضواً في مجامع اللغة العربية بالقاهرة ودمشق وبغداد.

## مؤلفاته
- من أشهر كتبه موسوعته الشهيرة (في سبيل موسوعة علمية) وهي موسوعة شاملة لجميع فروع العلم معروضة بأسلوب أدبي رائع،
- مع الله في السماء،
- مع الله في الأرض،
- بين المسموع والمقروء،
- سَلَطة علمية،

ترجم:
- قصة الميكروب
- في أعماق المحيطات،
- بواتق وأنابيب،
- قصة الكيمياء،
- غادة الكاميليا أو مارغريت (وهي رواية معربة عن الكساندر دوماس الابن).
- جان دارك (وهي مسرحية معربة عن برنارد شو.

## وفاته
توفي الكيميائي أحمد زكي عاكف في القاهرة عام 1395 هـ / 13 أكتوبر عام 1975م وكان في الحادية والثمانين من عمره.